# Cigarette
 (juin 2025).
Pour les articles homonymes, voir Cigarette (homonymie).

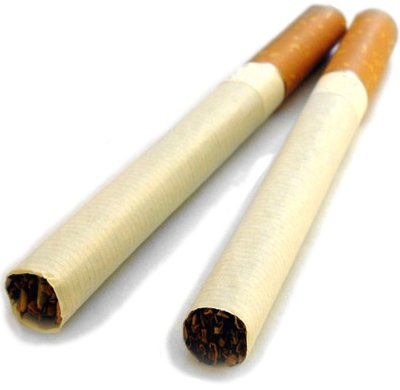
Deux cigarettes industrielles avec bout filtre.

Une cigarette est un cylindre de papier, long de quelques centimètres, rempli d'une matière combustible, le plus souvent des feuilles de tabac hachées et traitées, ainsi que des additifs. Elle peut être roulée à la main ou fabriquée en série de manière industrielle, et peut éventuellement comporter un filtre à une de ses extrémités. Les filtres sont constitués la plupart du temps de plastique (acétate de cellulose),.
Son utilisation consiste à l'allumer pour inhaler la fumée dégagée par son contenu qui se consume. Une cigarette peut parfois ne pas contenir de tabac du tout, ou renfermer d'autres produits végétaux, y compris d'autres agents psychotropes tels que le cannabis ou des clous de girofle (kreteks).
La cigarette se distingue du cigare par sa dimension, l'utilisation de tabac expansé, son papier extérieur et par l'éventuelle présence d'ingrédients (agents de saveurs, humectants) et/ou d'un filtre à l'une de ses extrémités. Les cigares sont habituellement composés uniquement de feuilles complètes de tabac. Un cigare ayant à peu près la taille d'une cigarette est appelé cigarillo.

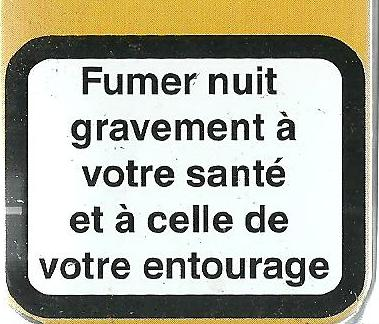
La nocivité des cigarettes est mentionnée par des avertissements sur les paquets de cigarettes.

La fumée de cigarette contient de nombreuses substances toxiques, dont au moins une soixantaine sont reconnues comme cancérogènes (du goudron, de l'arsenic, du méthanol, de l'ammoniac ou du plomb par exemple). L'Organisation mondiale de la santé (OMS) estimait en 2012 que le tabagisme avait provoqué la mort d'environ cinq millions d'adultes de plus de 30 ans dans le monde en 2004 (et 600 000 décès par tabagisme passif), et que ce nombre devrait dépasser 8 millions par an au cours des vingt années suivantes. Fumer des cigarettes entraîne généralement une addiction et fait courir le risque de développer diverses maladies (comme des maladies cardiovasculaires ou encore certains cancers). Par ailleurs, les cigarettes sont impliquées dans le déclenchement d'incendies. Pour ces raisons, les législations sur le tabac sont devenues de plus en plus restrictives dans les pays riches, en ce qui concerne la vente, les lieux de consommation et la présentation marchande. En revanche, dans certains pays en développement le tabagisme progresse, en partie du fait de la publicité. Le taux de fumeurs dans la population mondiale diminue, mais le nombre absolu de fumeurs augmente encore en raison de la croissance démographique mondiale.

## Composition

### Tabac

1. Fumée principale (inhalée) ; 2. Filtre ; 3/4. Adhésif du filtre ; 5. Encre ; 6. Adhésif latéral ; 7. Fumée latérale ; 8. Filtre ; 9. Emballage du filtre ; 10. Tabac et ingrédients ; 11. Papier ; 12. Zone de combustion

Il existe en pratique deux grandes familles de cigarettes : 
- les Virginia, essentiellement composées d'un assemblage de tabac de cette variété (Virginie, du nom de l'État d'origine), et qui ne contiennent pas ou peu d'additifs. Elles constituent l'essentiel du marché dans les pays du Commonwealth ;

- les cigarettes dites américaines (ou American Blend), mélange à base de tabac oriental et de tabac Burley ou de Virginie, dans des proportions variables selon les marques; non fermenté, ce mélange est riche en sucre et produit une fumée acide d’un pH proche de 6,5 ; moins goûteux mais ayant une meilleure faculté d'absorption des sauces, il donne le goût propre à chaque marque (y compris le menthol). Ce sont les cigarettes les plus vendues en Amérique du Sud et en Europe continentale.

Un troisième type de cigarettes, au tabac dit « Oriental », furent commercialisées en occident et dans le sud et l'est méditerranéen.
Le tabac turc contient moins de nicotine et d'éléments cancérigènes que les autres variétés de tabac, mais est plus riche en sucre.Les cigarettes contenant uniquement du tabac oriental ne sont toutefois plus disponibles depuis l'avènement des cigarettes américaines.
Les récoltes de tabac sont mélangées (souvent par répartition de récoltes successives) afin de conserver une uniformité de goût d'une année sur l'autre. Les sauces appliquées au Burley permettent d'assurer une saveur uniforme entre les lots et d'empêcher le dessèchement trop rapide du tabac. La soumission aux autorités de la liste des ingrédients utilisés dans la fabrication des cigarettes est obligatoire dans un nombre croissant de pays (au Canada, en Thaïlande et dans l'Union européenne) ; elle est aussi publiée directement par certains fabricants.
En plus des additifs, les fibres de tabac sont amalgamées à des degrés divers avec la poussière de tabac produite lors du traitement et avec les nervures broyées des feuilles (tabac reconstitué et expansé).
Quelques marchés ont développé des formes locales de cigarettes.

### Additifs
Depuis les années 1950, les fabricants d'American Blends ont ajouté aux cigarettes une variété d'additifs destinés à caractériser leur produit (la variété Burley utilisée étant moins goûteuse que les Virginia blend), une pratique destinée à accroître ou accélérer la dépendance au tabac selon la plupart des acteurs anti-tabac,.
Les deux additifs les plus puissants seraient le menthol et les sucres. Le menthol (les cigarettes menthol sont interdites dans l'Union européenne à partir du 20 mai 2020) réduit l'âcreté, favorise l'inhalation profonde de la fumée et augmente l'addiction. Les sucres (interdits au Brésil) masquent l'âpreté du tabac et le mauvais goût de la fumée et seraient la clé de l'addiction à la nicotine.
Un autre additifs puissant, l'acide lévulinique, est ajouté pour augmenter la libération de nicotine dans la fumée et améliorer la liaison de la nicotine aux récepteurs nicotiniques.
Selon une étude de l'ASH 1999, « des composés ammoniaqués peuvent augmenter l'addiction en augmentant l’alcalinité de la fumée », augmentant le ratio de nicotine-base dans la fumée, qui atteint dès lors plus rapidement le cerveau pour procurer la sensation de satisfaction du fumeur. La même étude révèle dans certaines marques la présence d'additifs qui dilatent les bronches, favorisant l'absorption de la nicotine : « Des additifs tels que le cacao peuvent être utilisés pour dilater les voies respiratoires, permettant à la fumée de pénétrer plus facilement et plus loin vers les poumons, ce qui expose l’organisme à plus de nicotine et à des niveaux plus élevés de goudrons. ». D'autres composés d'ammoniac modifient le pH de la nicotine (plus alcalin), et en facilitent aussi l'absorption tout en renforçant la dépendance à celle-ci (ouverture plus importante des récepteurs à la dopamine).
Les additifs sucrés (miel, sucre, cacao, etc.), pyrolysés par la combustion de la cigarette, produiraient des inhibiteurs de monoamine oxydase (IMAO),,. La qualité et la quantité exacte d'IMAO que l'on peut retrouver dans une cigarette reste à déterminer, et il n'est pas dit que cela suffise pour induire un quelconque effet psychotrope.

## Substances contenues dans la fumée

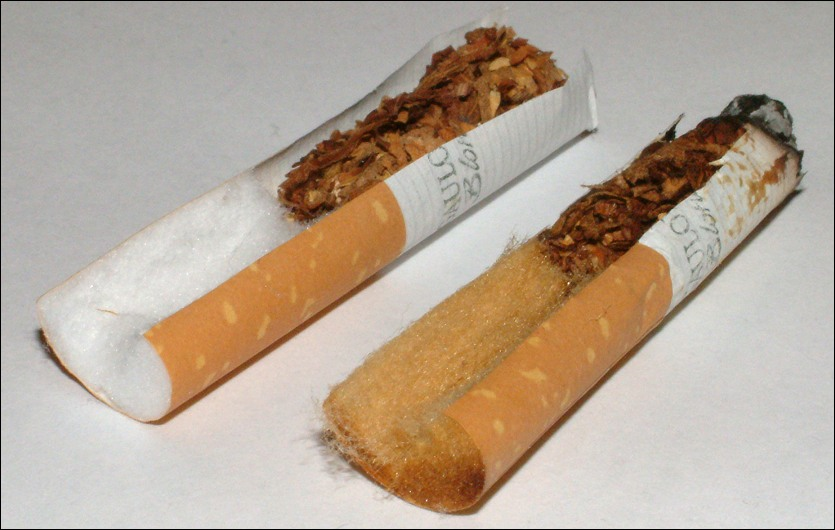
Filtres dans une cigarette neuve et usagée. Les filtres ont été conçus pour brunir au fil de leur utilisation afin de donner l'illusion qu'ils étaient efficaces pour réduire la nocivité,.

Des substances contenues dans la fumée de cigarette agissent sur le consommateur de tabac, mais également sur les individus se trouvant à proximité : on parle de tabagisme passif. La fumée de cigarette contient entre 3 000 et 5 000 constituants différents, dont au moins 70 (les analytes d'Hoffmann) ont été identifiés comme toxiques ; le chiffre réel est très probablement supérieur. Quarante de ces composés doivent être annuellement mesurés et rapportés à Santé Canada pour les marques vendues sur ce marché.
| Irritants majeurs contenus dans la fumée de cigarette | Irritants majeurs contenus dans la fumée de cigarette | Irritants majeurs contenus dans la fumée de cigarette | Irritants majeurs contenus dans la fumée de cigarette                            | Irritants majeurs contenus dans la fumée de cigarette |
| Substance                                             | Contenu inhalé par cigarette                          | Rapport de la quantité émise au contenu inhalé        | Concentration atmosphérique en atmosphère enfumée dans des conditions ordinaires | Principal effet nocif connu                           |
| ----------------------------------------------------- | ----------------------------------------------------- | ----------------------------------------------------- | -------------------------------------------------------------------------------- | ----------------------------------------------------- |
| Acroléine                                             | 10–140 μg                                             | 10–20                                                 | 6–120 ppb                                                                        | Toxique                                               |
| Formaldéhyde                                          | 20–90 μg                                              | ~ 50                                                  | 30–60 ppb                                                                        | Cancérigène 1                                         |
| Monoxyde de carbone                                   |                                                       |                                                       | 1–43 ppb                                                                         | Reprotoxique 1                                        |
| Ammoniac                                              | 10–500 μg                                             | 44–100                                                | 1 000–4 580 ppb                                                                  | Toxique                                               |
| Oxydes d'azote                                        | 16–600 μg                                             | 4,7–50                                                | 1–370 ppb (monoxyde) 0–50 ppb (dioxyde)                                          |                                                       |
| Pyridine                                              | 32 μg                                                 | 10                                                    | ?                                                                                | Herbicide                                             |
| Dioxyde de soufre                                     | 1–75 ppb                                              | ?                                                     | 1–69 ppb                                                                         | Très toxique                                          |
| Phénol                                                | 20–150 μg                                             | 2,6                                                   | 7,4–115 μg·m-3                                                                   | Corrosif                                              |
| Toluène                                               | 108 μg                                                | 5,6                                                   | 40–1 040 μg·m-3                                                                  | Toxique                                               |
| Microparticules                                       | 100–4 000 μg                                          | 1,3–1,9                                               | 55–962 mg·m-3                                                                    |                                                       |

Ici 1 ppb = 0,001 ppm. Ne figurent pas dans ce tableau :
- le cyanure d'hydrogène, principe actif de la Forestite et du Zyklon B, allant de 134  à   379 μg par cigarette ;
- le benzène, allant de 39  à   88 μg par cigarette ;
- l'acrylonitrile, allant de 10  à   25 μg par cigarette.

## Cigarette et santé

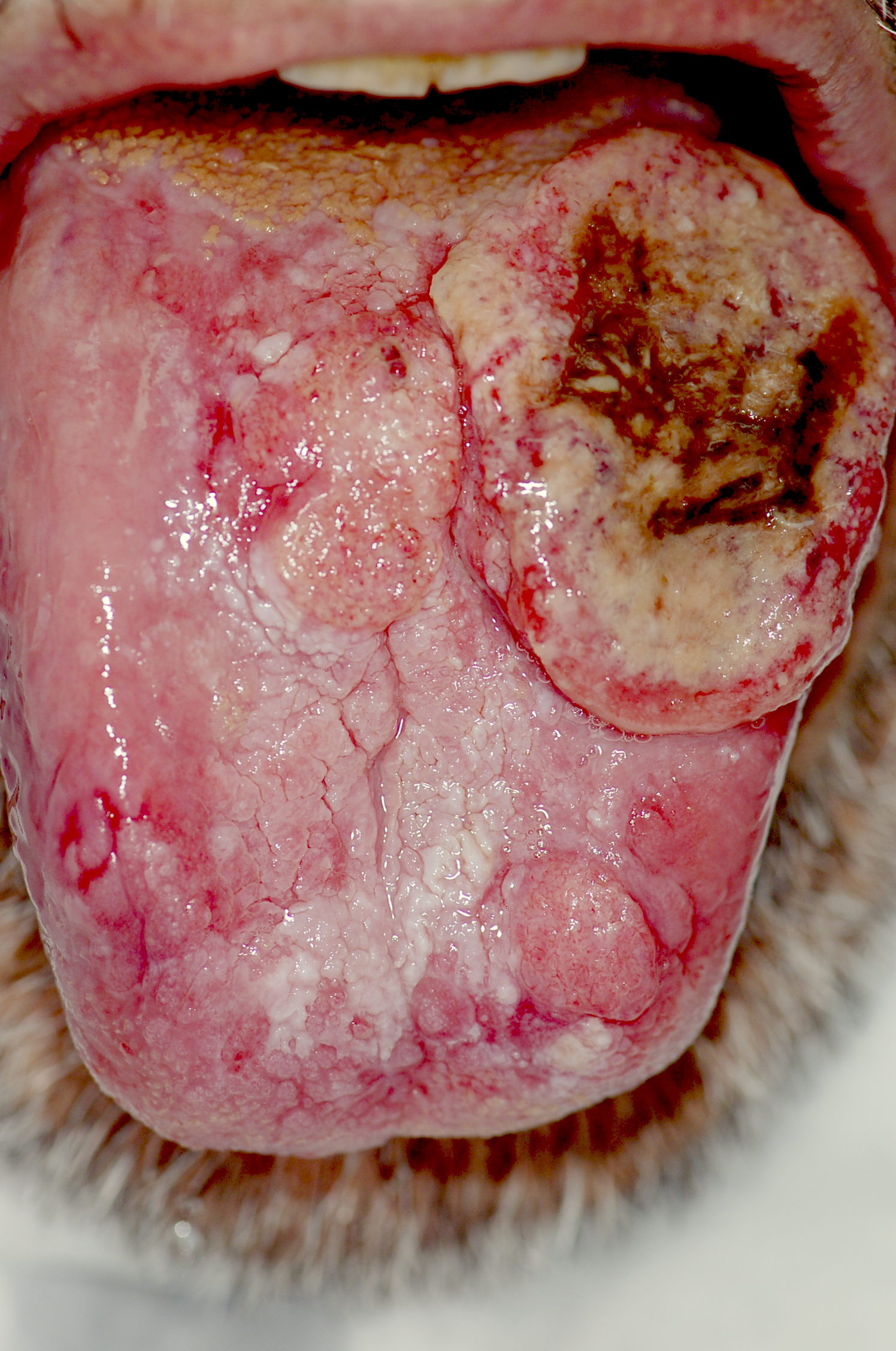
Cancer de la langue pouvant être en rapport avec la consommation de tabac.

La consommation de cigarettes est responsable, comme de nombreux autres produits du tabac, de l'apparition de nombreuses maladies mortelles.
- Fumer diminue en moyenne de dix ans l’espérance de vie d'un fumeur de plus de 15 cigarettes par jour âgé de 25 ans[26].
- 95 % des cancers du poumon sont détectés chez des fumeurs[27] ; l'usage de cigarettes « légères » ou de filtres ne réduit pas le risque de manière significative[28].

En France, depuis le 1er janvier 2004, certains de ces dangers sont signalés sur les paquets de cigarette par des avertissements écrits, de même que dans les autres États de l'Union européenne : la règlementation est liée à la directive 2001/37/CE du 5 juin 2001 « relative au rapprochement des dispositions législatives, réglementaires et administratives des États membres en matière de fabrication, de présentation et de vente des produits du tabac ».

La consommation de cigarettes et l'apparition du cancer du poumon dans la population adulte sont étroitement corrélés.

## Environnement

### Impact de la culture du tabac
La culture du tabac utilise beaucoup d’énergie ; elle nécessite une utilisation substantielle des terres et de l’eau, des pesticides, du carburant et un recours massif à la déforestation.

### Mégots

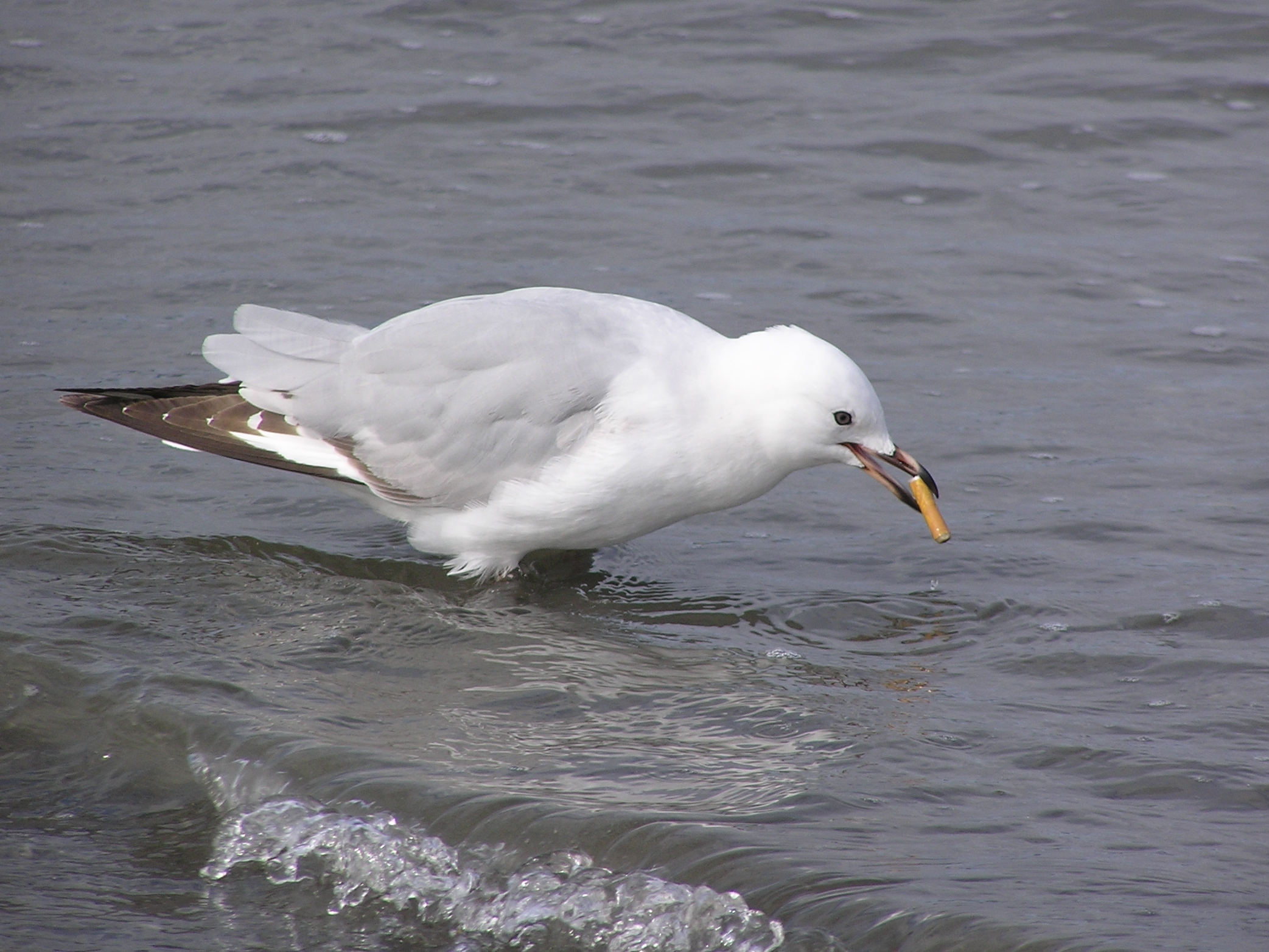
Une Mouette scopuline (Chroicocephalus scopulinus) juvénile tentant d'avaler un mégot à la plage de Petone, en Nouvelle-Zélande.

La combustion d'une cigarette donne lieu à la production d'un déchet appelé mégot. Celui-ci est massivement jeté dans l'environnement (766 571 tonnes par an en 2011). Aux États-Unis, les mégots représentent entre 28 % et 33 % du total des déchets ramassés. Selon l’Institut de santé globale suisse, les mégots représentent également 40 % des déchets que l’on trouve dans la mer Méditerranée.
Les mégots sont la principale pollution des océans. Un seul mégot peut polluer jusqu'à 500 litres d'eau, il est environ 100 fois plus toxique pour les organismes aquatiques qu'une cigarette non fumée. De plus, les animaux marins peuvent les ingérer, ce qui peut entraîner leur mort ou en tout cas provoquer un faux sentiment de satiété — les animaux ne régurgitent pas forcément ce type d’élément — et donc une sous-nutrition.

### Émissions de gaz à effet de serre
La cigarette est responsable de 0,2 % des émissions totales de gaz à effet de serre.

## Économie

### Production
Les cinq plus importants fabricants de cigarettes en volume étaient, en 2005 :
- China National Tobacco Corporation (monopole d'État chinois) : 1 947 milliards d'unités ;
- Altria : 955 milliards ;
- British American Tobacco : 678 milliards ;
- Japan Tobacco (+ Gallaher) : 583,5 milliards ;
- Imperial Tobacco (+ Altadis) : 310,4 milliards.

Le total des ventes pour cette année s'élevant à 5 457 milliards d'unités.
En 2012, l'industrie du tabac reste dominée par l'oligopole de ces cinq entreprises, le « Big Tobacco », détenant 83 % du marché : 43 % par la China National Tobacco Corporation qui en 2012 a produit 2 500 milliards de cigarettes (essentiellement pour le marché chinois qui compte 300 millions de fumeurs, soit 30 % du milliard de fumeurs dans le monde), et 40 % par les quatre grandes multinationales du tabac.
Production de cigarettes dans les pays membres de l'UE, en 2017, en milliard d'unités (principaux pays producteurs)
Le graphique qui aurait dû être présenté ici ne peut pas être affiché car il utilise l'ancienne extension Graph, désactivée pour des questions de sécurité. Des indications pour créer un nouveau graphique avec la nouvelle extension Chart sont disponibles ici.

Source : Eurostat [DS-066341].

### Consommation

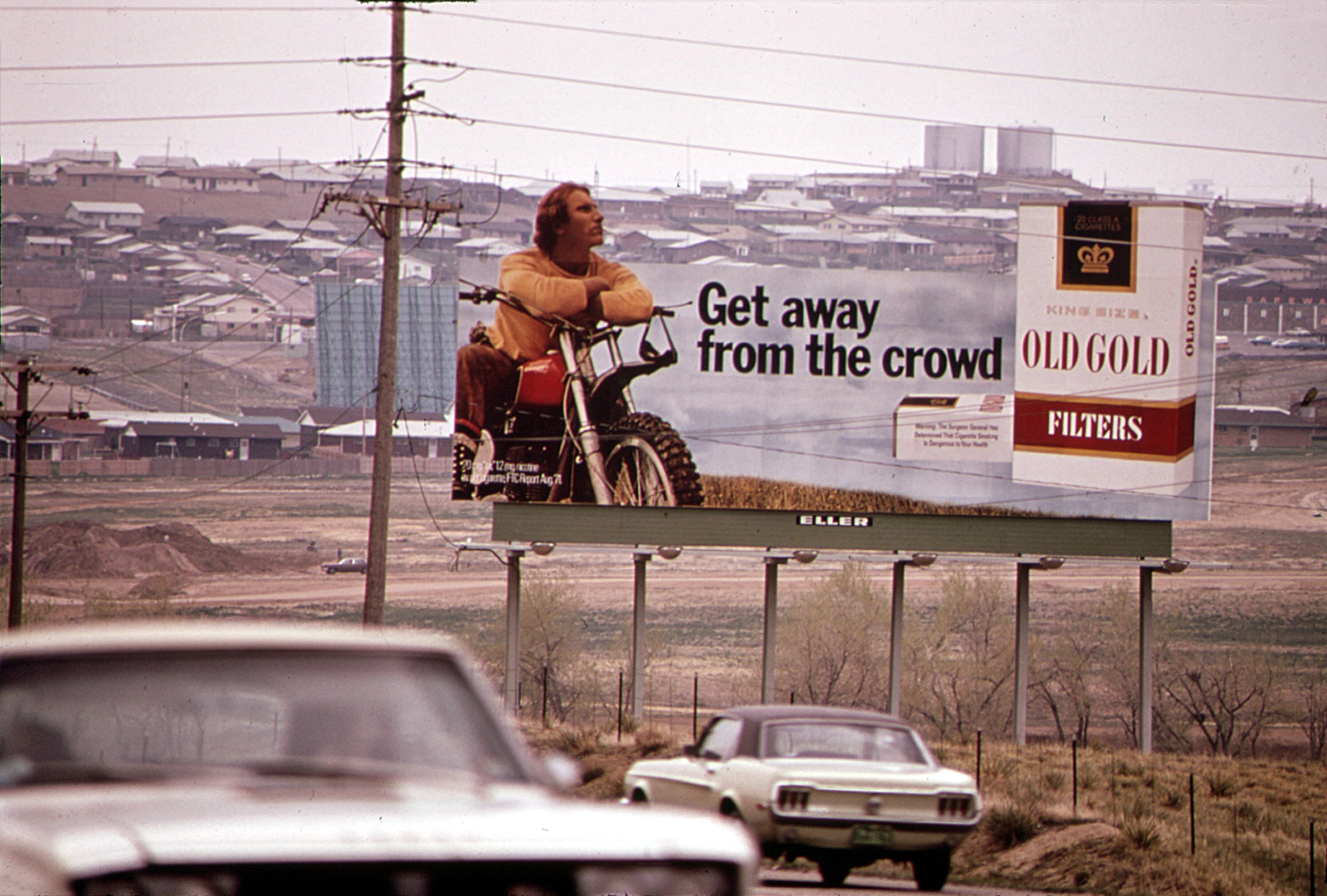
Affiche publicitaire aux États-Unis en 1972.

Au début du XXe siècle, le tabac est cultivé et consommé sur tous les continents. Les progrès techniques et industriels font évoluer sa production et la consommation de cigarettes supplante dès lors la chique, la prise, la pipe et le cigare. En 1880, il est vendu cent millions de cigarettes dans le monde, en 1900 un milliard de cigarettes. Sa consommation se diffuse massivement au milieu du XXe siècle avec l'essor de la publicité. En 1940, 1 000 milliards de cigarettes sont vendues dans le monde, 2 000 milliards en 1960, 5 000 milliards en 1980, 6 000 milliards en 2014.
Les cigarettes sont généralement vendues en paquets de 20 à 25 unités, ou à l'unité dans certains pays pauvres. Les paquets peuvent à leur tour être vendus en cartouches (ou cartons) de 8 à 12 unités.
En France, environ 13,5 millions de fumeurs sont recensés en 2007 (15 millions en 2003), parmi lesquels 16,5 % fument plus de 20 cigarettes par jour. 54,4 milliards de cigarettes ont été vendues en 2008, pour un montant d'environ 14 milliards d'euros (calcul effectué sur une base de 5,30 € le paquet de 20 cigarettes soit 0,265 €/cigarette). Le revenu généré par les taxes sur le tabac (un paquet de cigarette est taxé par l'État français à hauteur de 80 %) est d'environ 11 milliards d'euros.

### Prix et taxation
La taxation des cigarettes est l'un des moyens efficaces utilisé par les gouvernements pour lutter contre les méfaits du tabagisme, diminuer le nombre de fumeurs et collecter des revenus pour leurs politiques de santé publique. Selon la Banque mondiale, c'est le moyen le plus dissuasif disponible contre le tabagisme (Dr Vander Steichel rappelait en 2020 que « pour une augmentation de l'ordre de 10 %, c'est une baisse de 4 % en moyenne de la consommation »), et la Fondation contre le cancer encourage une augmentation ponctuelle et importante, plutôt que de petites hausses de prix successives. Par rapport à d'autres produits, la variation de consommation reste cependant relativement peu élastique[réf. nécessaire]. L'augmentation significative des prix est efficace pour diminuer le tabagisme et le nombre de fumeurs, même si une partie des fumeurs peut opter pour d'autres produits du tabac moins taxés (tabac à rouler par exemple).
Dans la décennie 2010, c'est en Australie que le prix du paquet de cigarettes est le plus élevé, atteignant 50 dollars australiens (environ 30 euros) par paquet de 25 cigarettes. Le taux de fumeurs quotidiens australiens a diminué alors que les prix augmentaient. Inversement, le paquet est 24 fois moins cher au Nigéria (prix le plus bas au monde) où le tabagisme augmente.
Selon Eurostat, alors que les règles de l'UE sont en cours de révision, les prix du tabac sont en 2023 très variés dans l'Union européenne (UE) : rapporté au pouvoir d'achat, ce prix est le plus haut en Irlande, quatre fois plus qu'en Bulgarie, en raison de droits d'accise très variés sur le tabac. La législation européenne a fixé des taux minimaux harmonisés, mais chaque État membre peut ensuite appliquer un taux d'accise supérieurs, pour notamment lutter contre le tabagisme. L'Irlande a réussi à faire descendre à 13,8 % son taux de fumeurs quotidiens encore derrière la Suède (6,4 % de fumeurs quotidiens, taux près de 5 fois plus bas qu'en Bulgarie).
Une grande partie du prix des cigarettes est composé de taxes gouvernementales indirectes. Celles-ci se décomposent en trois grandes catégories : droits d'accise, taxes sur les ventes (TVA par exemple) et, éventuellement, droits de douane. Les droits d'accise prélevés peuvent en outre être exercés sur différents aspects de la marchandise, qu'il s'agisse du poids, du nombre ou de la valeur des cigarettes vendues. Enfin, cette imposition peut être ad valorem (un pourcentage de la valeur déclarée) ou spécifique (un montant fixe pour une quantité donnée).
Il n'existe pas réellement d'approche uniforme en matière de taxation dans le monde, ce qui conduit à de vastes différences de prix d'un pays à l'autre. Ainsi, le prix d'un paquet de cigarettes Marlboro, marque la plus vendue au monde, varie de un à onze dollars par paquet selon les pays que ce soit en Mongolie ou en Norvège.

### Prix et contrebande
Cette hétérogénéité de prix de part et d'autre des frontières et l'addiction au tabac, font de la cigarette un produit vulnérable à la contrebande, mais le risque de trafic semble plus lié à d'autres facteurs que le prix : ce sont la qualité et le nombre des contrôles douaniers, le niveaux de corruption du pays et les organisations criminelles qui expliquent la contrebande de cigarette, plus que son prix. Selon le site de la Fondation belge contre le cancer, contrairement à une idée reçue, il n'y a pas de lien direct entre prix des cigarettes dans un pays et le risque de report vers les cigarettes de contrebande : dans le monde la contrebande est même plus répandue dans les pays où le tabac coûte le moins cher
L'industrie du tabac a commandé au cabinet KPMG une étude (publiée en 2016, financée par les quatre grandes multinationales du tabac) affirmant que le pays le plus touché par la contrebande serait la France, l'Union européenne, mais le Comité national contre le tabagisme a contesté ces résultats et la méthodologie de cette étude.
Pour mieux lutter contre la contrebande, la Convention-cadre de l'OMS pour la lutte antitabac recommande de mettre en place un dispositif — indépendant des fabricants — pour s'assurer de la traçabilité des cigarettes, conformément à l'article 15 de cette convention. L'industrie du tabac souhaite reconduire un accord signé en 2004 avec la Commission européenne, qui lui confie la charge du dispositif de lutte contre la fraude ; le Parlement européen s'est opposé à une forte majorité à la reconduite de cet accord et s'est prononcé en faveur de la mise en place d'un système de suivi indépendant des fabricants.

## Histoire

### Apport des conquistadors
Les Amérindiens fumaient le tabac enroulé dans différentes feuilles végétales, les classes supérieures fumant plutôt la pipe. Lors de son introduction en Espagne par les conquistadors au XVIe siècle, la consommation de tabac se diffusa en Europe où il était prisé, mastiqué (tabac à mâcher et à chiquer), fumé à la pipe (pratique typique chez les marins et les militaires) ou au cigare dont la feuille de maïs devint la norme sur le continent européen, avant d'être remplacée par du papier fin à partir du XVIIe siècle. Le tabac roulé dans du papier était appelé papelate et est illustré dans diverses œuvres de Goya comme La Cometa, La Merienda en el Manzanares et El juego de la pelota a pala.
Il est possible que l'origine des premières cigarettes provienne de la pratique dès la seconde moitié du XVIIe siècle par le petit peuple de récupérer les mégots de cigare jetés par les riches espagnols. Ce type de consommation se répandit alors dans l'Europe, à l'exception notable de la France qui lui préféra la prise nasale jusqu'au XIXe siècle, période qui vit la cigarette s’imposer vers 1830 après qu'elle fut ramenée d’Espagne par les soldats de Napoléon Ier : tabac et papier à rouler étaient alors vendus séparément et les cigarettes préparées manuellement.
Les premières cigarettes manufacturées apparurent en Espagne vers 1825, en 1833 les paquets de cigarettes furent vendus sous la dénomination cigarrillo ou cigarrito, qui dérive du mot cigarra (« cigale ») par similitude de forme et de taille avec l'insecte. En France, le mot cigaret (petit cigare) se féminisa en cigarette dès 1831.
En 1845, le monopole public fut instauré en France pour la fabrication des cigarettes. Cette même année 1845, un industriel proposa une machine d'appartement à rouler les cigarettes, sous l'appellation de Cigaretta-Factor. Mais, jusqu'en 1870, c'est la pipe en terre qui réunissait encore les faveurs des consommateurs, sans parler des autres modes de consommation, la chique par exemple, qui subsistaient.
Il fallut attendre la fin du XIXe siècle et la multiplication de machines permettant la fabrication industrielle de cigarettes pour que sa consommation se démocratise : alors que les cigaretteuses produisaient jusqu'à 1 200 cigarettes par jour, ces machines en fabriquaient 600 à la minute au début du XXe siècle.

### Produit de grande consommation (XXesiècle)

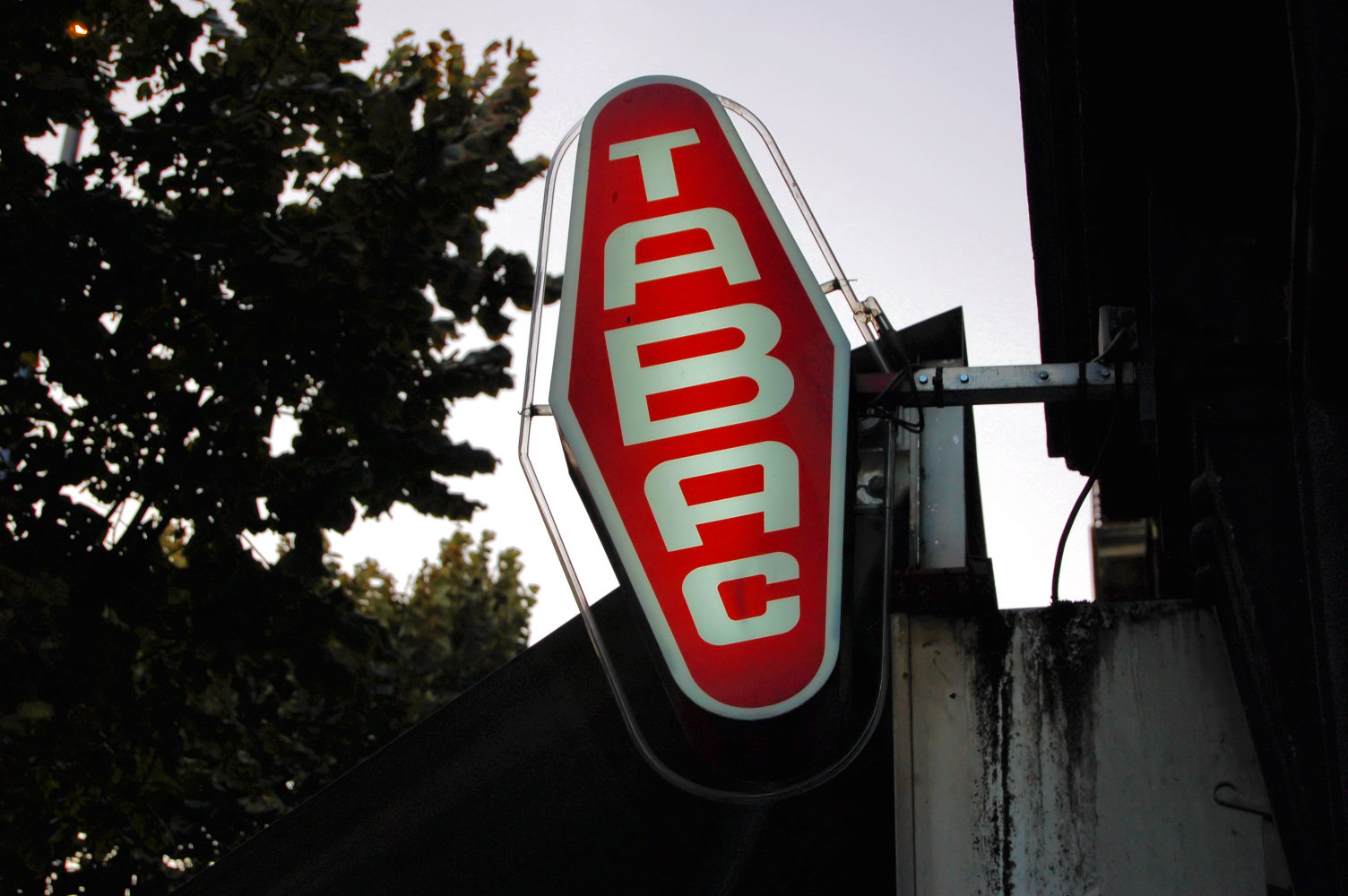
« Carotte » signalant un point de vente de tabac en France.

La distribution gratuite de tabac gris aux soldats de la troupe pendant la Première Guerre mondiale généralisa sa consommation.
En France, en 1926, le service d'exploitation industrielle des tabacs et allumettes (SEITA) fut créé pour gérer le monopole. Les bénéfices du service étaient versés à la caisse autonome pour l'amortissement des emprunts d'État.
La production de cigarettes passe de 10 milliards d'unités en 1923 à 19 milliards en 1940, puis à 86 milliards en 1980.
Mais la consommation de tabac n'a vraiment commencé à prendre de l'ampleur que depuis la fin de la Seconde Guerre mondiale avec l'arrivée des « américaines ». Le service militaire et les prisons sont souvent des moments et lieux d'apprentissage ou de développement du tabagisme (ainsi dans les années 2003-2004 aux États-Unis, la prévalence générale du tabagisme diminue mais reste deux fois plus élevée chez les adultes incarcérés que dans le reste de la société).
La cigarette filtre, inventée en Suisse dans les années 1930, se généralise dans les marchés occidentaux dans le courant des années 1950.
En 1982, la production mondiale de cigarettes atteint 4 600 milliards d'unités.

#### Fume-cigarette
Un fume-cigarette est un accessoire de mode en forme de tube légèrement évasé, à l’extrémité duquel on insère une cigarette de manière à la fumer sans qu’elle touche aux lèvres. La personne qui l'utilise respire alors à travers l'embout du fume-cigarette. Souvent fabriqué en argent, en or, en jade, en ivoire ou en bakélite (puis d'autres plastiques), il était populaire chez les femmes mondaines et à la mode, du milieu des années 1910 jusqu'aux années 1970. Il s'est fait beaucoup mieux accepter chez les hommes dans les années 1930.

### Lutte contre le tabagisme

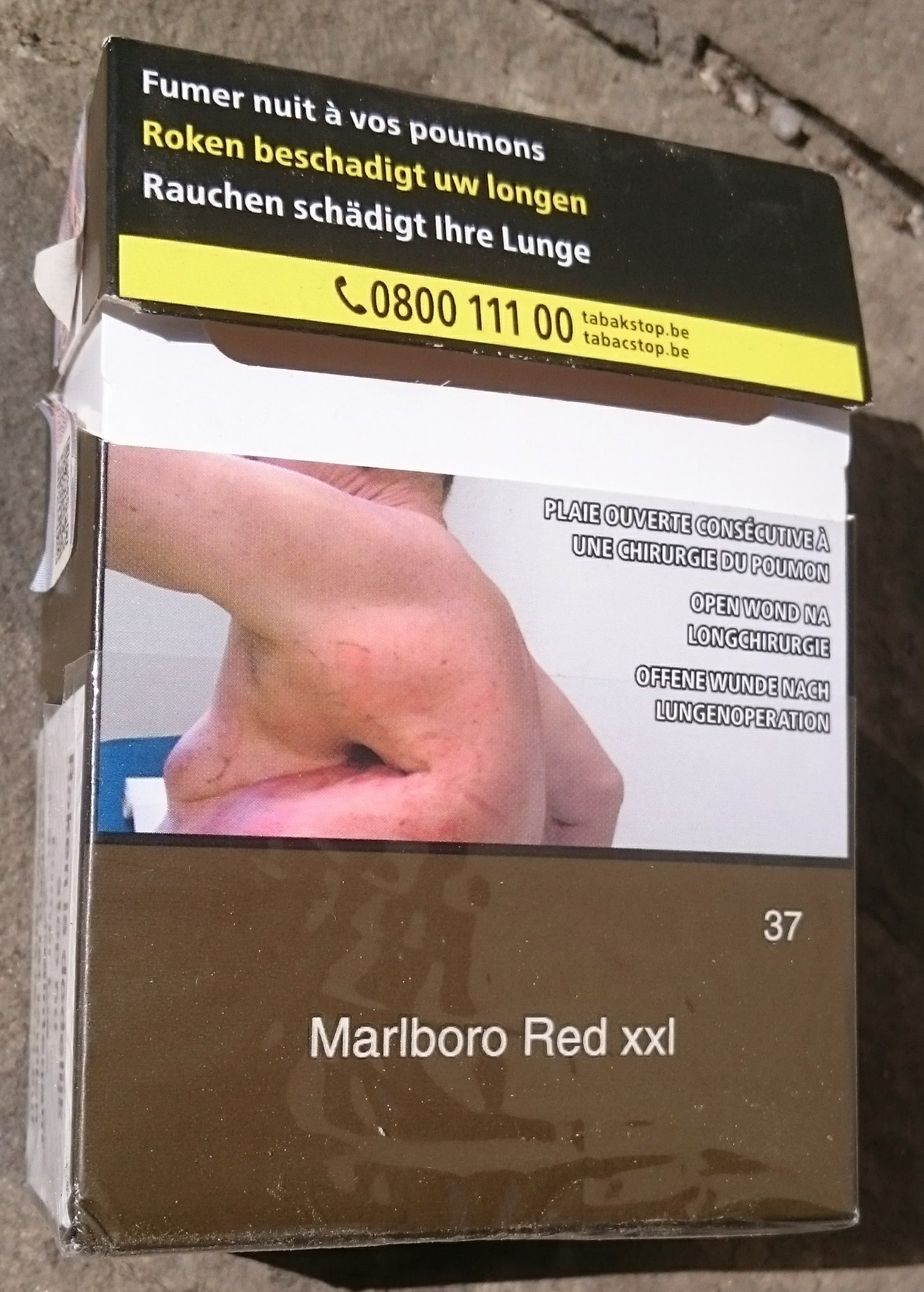
Les avertissements sur les paquets de cigarettes et le paquet neutre font partie des moyens de lutte contre le tabagisme.

La lutte contre le tabagisme progresse au fur et à mesure de la reconnaissance de sa nocivité. La cigarette est de plus en plus taxée, et son usage de plus en plus limité (interdiction dans les bars et restaurants, dans les gares, sur les aires de jeux, etc.) dans de nombreux pays.
Par ailleurs, le travail des enfants reste un problème majeur dans la production du tabac.
Le tabagisme a des effets négatifs à la fois sur les fumeurs mais aussi sur toute la société, principalement pour des raisons économiques et environnementales.

#### France
En France, pour lutter contre ce problème, le Président Jacques Chirac lance, dans le cadre de la politique de santé publique, le plan Cancer 2003-2007, qui sera l’impulseur d’autres plans Cancer. Afin de lutter contre la consommation de tabac, ce dispositif n’avait pas pour seule vocation de faire baisser les ventes par une augmentation des prix, mais bien aussi de provoquer une prise de conscience importante sur les méfaits du tabagisme. Les mesures mises en place sont « l’augmentation des prix, l’interdiction de la vente de cigarettes au moins de seize ans ainsi que des campagnes d’information et des actions ciblées vers les jeunes et les femmes et le développement des aides à l'arrêt du tabac ».
L’une de ces mesures, la plus efficace, a été l’augmentation du prix des paquets de cigarettes en 2004. Grâce à la sortie du tabac de l’indice des prix en 2003, l’État a pu augmenter plus fortement que les autres années, à savoir de 20 %, la taxe sur le tabac, qui est un droit d’accise. Il est composé d’une part spécifique et d’une part proportionnelle. La part proportionnelle était en 2003 d’environ 55 % du prix du paquet, et de 58 % en 2004, soit une augmentation de 3 points de pourcentage ou de 5,4 %. La part spécifique, à savoir l’accise fixe, est passée de 0,20 € environ à 0,30 € environ, une hausse de 0,10 € soit 50 %. L'ensemble des taxes, TVA comprise, représente 80 % du prix de vente.
Le droit à la consommation est reversé à l’assurance-maladie à hauteur de 68,14 %, 11,35 % à la protection sociale agricole, affiliée à la Sécurité Sociale, 9,78 % trésorerie de la Sécurité Sociale (Acoss et divers), 7,27 % allocations familiales, 3,15 % couverture maladie universelle, et 0,31 % à la retraite anticipée des travailleurs de l’amiante.
En 2002, 80,5 milliards de cigarettes ont été vendues, et le prix moyen était de 3,60 €. Celle-ci a provoqué une hausse du prix moyen de 0,70 €, et a diminué les ventes de 13,54 %, atteignant 69,6 milliards de cigarettes vendues en 2004. La régulation a donc atteint son objectif en termes de réduction des ventes.
En réaction à l’augmentation de cette taxe, les vendeurs ont augmenté leur prix pour ne supporter qu’en faible part le coût de la taxe. En raison de l'élasticité de la demande très faible et de la situation d’oligopole, les cigarettiers ont le pouvoir d’augmenter les prix en réaction à la taxe dans le but de réduire le minimum possible leur marge. Ils savent que les consommateurs achètent peu importe le prix, dans la mesure du raisonnable, donc la quantité vendue ne sera que légèrement plus faible. Ainsi, bien que ce soit aux cigarettiers que l’État demande de payer la taxe, ce sont les consommateurs qui supportent davantage le coût de celle-ci.
Nous pouvons voir que la taxe a, certes, fait baisser le nombre de cigarettes consommées mais cela ne veut pas forcément dire que le nombre de fumeurs a baissé. La part de fumeurs dans la population française de 12-75 ans a légèrement diminué en passant de 33,1 % à 29,9 % entre 2000 et 2005. En réalité, l’augmentation de la taxe n’a dissuadé que peu de personnes de fumer, puisque peu ont arrêté mais ont plutôt diminué leur consommation. La taxe a donc plutôt eu un effet sur l'intensité du tabagisme. Les fumeurs plus dépendants n’ont que très peu diminué leur consommation, puisque pour eux le prix ne compte que peu. À l’inverse, ceux qui ont significativement diminué leur consommation voire arrêté sont ceux qui étaient moins dépendants, voire voulaient arrêter mais n’y parvenaient pas. En effet, selon Catherine Hill, pour 60 % des fumeurs souhaitant arrêter de fumer, cette augmentation du prix a donc été une motivation supplémentaire. De plus, certains consommateurs ont pu se tourner vers des alternatives moins chères telles que le tabac à rouler, ce qui ne correspond pas à l’objectif de lutte contre le tabagisme.
Le vrai impact du Plan Cancer de 2003-2007, est l'évolution partielle des mentalités à propos du tabac. Il a permis à la société de prendre de plus en plus conscience de l’ampleur des effets négatifs du tabac, démontrés au travers notamment des campagnes d’informations et de sensibilisation.
En 2005, l’État a mis en place l’obligation d’apposer la mention « Fumer tue » ou « Fumer nuit gravement à votre santé et à celle de votre entourage » sur les paquets. L’image de marque des grands cigarettiers s’est de fait dégradée.
Cette diminution de la consommation de cigarettes a permis néanmoins de réduire les méfaits sur la société liés à celle-ci.
La lutte contre le tabac ne s’est pas arrêtée là, deux autres Plan cancer ont succédé au premier, en 2009-2013 et en 2014-2019.
Le paquet neutre est adopté en décembre 2015 et appliqué à partir du 20 mai 2016.
Le président Emmanuel Macron annonce, début 2021, mettre en place une multitude de mesures dans le but d’atteindre une « génération sans tabac » pour ceux qui auront 20 ans en 2030.